# Václav Jurečka
Václav Jurečka, né le 26 juin 1994 à Opava en Tchéquie, est un footballeur tchèque qui évolue au poste d'avant-centre au Çaykur Rizespor.

## Biographie

### Carrière en club
Formé au SFC Opava, Václav Jurečka fait ses débuts avec ce club, qui évolue alors en deuxième division tchèque, le 20 octobre 2012 face au MAS Táborsko. Il entre en jeu à la place de Tomas Radzinevičius (en), et son équipe s'impose par deux buts à zéro.
En janvier 2020, il rejoint le FC Slovácko. Il joue son premier match sous ses nouvelles couleurs le 22 février 2020, lors d'une rencontre de championnat face au FK Mladá Boleslav. Il entre en jeu à la place de Jan Kliment ce jour-là et les deux équipes se neutralisent (0-0).
Le 30 avril 2022, il se met en évidence en étant l'auteur d'un triplé en championnat face au Baník Ostrava après être entré en jeu, et donne ainsi la victoire à son équipe (3-1 score final).
Le 18 mai 2022, il remporte la Coupe de Tchéquie en battant le Sparta Prague. Il s'illustre en inscrivant le premier but du match avant d'être remplacé par Filip Vecheta en fin de partie (victoire 3-1),.
Le 4 juin 2022, est annoncé le transfert de Václav Jurečka au Slavia Prague. Étant en fin de contrat au FC Slovácko, il rejoint donc librement le Slavia.
Le 7 mai 2023, Václav Jurečka se fait remarquer en inscrivant quatre buts en un seul match, lors d'une rencontre de championnat face au Bohemians 1905. Titulaire, il contribue à la victoire de son équipe par six buts à zéro,.
Jurečka se fait remarquer le 9 novembre 2023, en marquant un but contre l'AS Rome, lors d'un match de groupe de la Ligue Europa 2023-2024. Titulaire, il ouvre le score et contribue ainsi à la victoire de son équipe par deux buts à zéro.

### En sélection
En mars 2022 Václav Jurečka est convoqué pour la première fois avec l'équipe nationale de Tchéquie par le sélectionneur Jaroslav Šilhavý. Jurečka honore sa première sélection le 29 mars 2022 contre le Pays de Galles. Il entre en jeu à la place de Jan Kuchta et les deux équipes se neutralisent sur le score de un but partout.

## Palmarès
| FC Slovácko - Coupe de Tchéquie (1) : - Vainqueur : 2021-2022. |  | SFC Opava - Coupe de Tchéquie : - Finaliste : 2016-2017. |